# Salaciopsis tiwakae
Salaciopsis tiwakae är en benvedsväxtart som beskrevs av I. H. Müller. Salaciopsis tiwakae ingår i släktet Salaciopsis och familjen Celastraceae. Inga underarter finns listade.